# Ernesto Montiel
Ernesto Montiel, conocido como el Señor del Acordeón (1916-1975), fue un conocido músico y acordeonista, considerado como uno de los pioneros del chamamé y la música litoraleña, de Argentina. En 1942 formó el Cuarteto Santa Ana, junto con Isaco Abitbol, el primer conjunto de chamamé que alcanzó la fama masiva. 
Entre sus canciones exitosas se destacan "General Madariaga", "Ñatita", "Don Chirú", "Padrino Tito", "Martínez Gutiérrez", "Villancico correntino", "Valsecito navideño", compartiendo la autoría con Isaco Abitbol, Emilio Chamorro y otros músicos conocidos de la música litoraleña.

## Biografía
Nacido en 1916, en el paraje rural conocido como El Palmar, en el Departamento Paso de los Libres de la provincia de Corrientes. Migrado a Buenos Aires en la década de 1930 integró el Conjunto Los Hijos de Corrientes dirigido por Emilio Chamorro.
En 1938 formó el Conjunto Iberá, integrado por un dúo de acordeones con Ambrosio Waldino Miño y de guitarras con Pedro Pascasio Enríquez y Reynaldo Díaz. El grupo grabó 10 canciones en discos de 78 r. p. m. para el sello Odeón.
En 1942 formó el Cuarteto Santa Ana, junto con el bandoneonista Isaco Abitbol, el primer conjunto de chamamé que alcanzó la fama masiva, integrado también por los guitarristas Samuel Claus y Luis Ferreyra. En la década de 1950, Montiel y el Cuarteto Santa Ana eran los encargados de inaugurar los populares bailes de carnaval del Club San Lorenzo de Almagro.
En la década de 1960 fue reconocido como el músico con mayor cantidad de discos vendidos del sello Philips. En la misma época, el Papa Paulo VI bendijo sus canciones "Villancico correntino" y "Valsecito navideño". Simultáneamente el Cuarteto Santa Ana se presentó en el Teatro Colón de Buenos Aires, una excepción para dicho centro artístico, orientado principalmente a la ópera, la música clásica y el ballet.
Falleció en Buenos Aires a los 59 años y se encuentra enterrado en el Rincón de las Celebridades del Cementerio de la Chacarita. En su tumba se encuentra una estatua realizada en su memoria por Juan Carlos Ferraro en 1982.